# Мэдж, Джеффри Дуглас
Джеффри Дуглас Мэдж (англ. Geoffrey Douglas Madge; род. 3 октября 1941, Аделаида) — австралийский пианист и композитор.
С восьмилетнего возраста учился игре на фортепиано в своём родном городе. На рубеже 1950-60-х гг. концертировал по Австралии как солист и в составе фортепианного трио, занимался композицией. В 1963 г. выиграл конкурс пианистов, организованный Австралийской телерадиовещательной корпорацией. После этого отправился совершенствовать своё исполнительское мастерство в Европу. Занимался у Эдуардо дель Пуэйо в Брюсселе, Гезы Анды в Люцерне и Петера Шоймоша в Будапеште. С 1970 г. живёт и работает в Нидерландах. Профессор Гаагской консерватории.
Мэдж является специалистом по редкому репертуару исключительно высокой технической сложности, особенно по произведениям экстраординарной продолжительности. Так, в 1982 г. в Утрехте Мэдж исполнил целиком длящийся 4,5 часа Opus clavicembalisticum Кайхосру Сорабджи — второе концертное исполнение этого сочинения спустя 52 года после премьеры в исполнении автора; впоследствии он повторил это произведение ещё пять раз — в Чикаго и Бонне (1983), Монреале (1984), Париже (1988) и Берлине (2002), утрехтский и чикагский концерты были записаны и изданы.
Помимо Сорабджи, композиторы, с которыми связана в первую очередь репутация Мэджа, — это Ферруччо Бузони, Леопольд Годовский, Эрнст Кшенек, Никос Скалкотас и Яннис Ксенакис. В 1975 г. Мэдж был одним из солистов на Ксенакисовском фестивале в Афинах, в том же году записал несколько его сочинений с оркестром «Филармония». В 1979 г. исполнил мировую премьеру Тридцати двух пьес Скалкотаса на Всемирных днях музыки в Афинах, на рубеже 1990—2000-х гг. записал все три его фортепианных концерта. Шесть фортепианных сонат Кшенека Мэдж записал на протяжении 1980-х гг. под наблюдением автора, а седьмую Кшенек написал специально и посвятил Мэджу. В 1988 г. выпустил комплект из шести дисков с фортепианными сочинениями Бузони («с ошеломляющим техническим контролем и явной любовью к богатым и сложным фортепианным звучаниям»), записал также его фортепианный концерт. Мэджем также осуществлена запись двух фундаментальных циклов Годовского: «Этюды по Этюдам Шопена» (1989) и «Триаконтамерон» (1990). Кроме того, в 1960-е гг. Мэдж выступал как исследователь и популяризатор авангардной русской музыки 1920-30-х гг., в том числе произведений Александра Мосолова, Николая Рославца, Артура Лурье, Ивана Вышнеградского. Среди других записей Мэджа — сочинения Николая Метнера, Джорджа Гершвина, Штефана Вольпе.
На протяжении всей жизни Мэдж спорадически обращался к композиции. Его балет «Обезьяны в клетке» (англ. Monkeys in a cage) был поставлен в 1977 году в Сиднейской опере, фортепианный концерт впервые прозвучал в 1985 году в Амстердаме, ему принадлежит также ряд пьес для одного и для двух фортепиано.